# Vecchia Confederazione
Con Vecchia Confederazione (tedesco moderno: Alte Eidgenossenschaft; storicamente Eidgenossenschaft, dopo la Riforma anche Corps des Suisses, Confoederatio helvetica, "Confederazione degli svizzeri") si indicano le varie forme assunte dalla Confederazione Elvetica dal 1291 al 1798, a partire dall'alleanza stretta da Uri, Svitto e Untervaldo sul Grütli. Il testo del primo accordo del 1291, tuttavia, afferma di rinnovare «con il presente accordo l'antico patto pure conchiuso sotto giuramento» e che fosse «opera onorevole ed utile confermare, nelle debite forme, i patti della sicurezza e della pace», patti dei quali si è però persa ogni traccia. 
Da ciò si presume che l'effettiva nascita dell'antica confederazione sia d'epoca ancora precedente a quella convenzionale. La vita della Confederazione proseguì sino al 1798, anno dell'invasione delle truppe napoleoniche e creazione della Repubblica Elvetica. A tutti gli effetti, la Vecchia Confederazione rappresenta il precursore del moderno stato della Svizzera.

## Storia
Inizialmente una confederazione debole di piccole città indipendenti (cantoni in francese, Orte o Stände in tedesco),, si formò durante il XIV secolo dal nucleo di quella che è oggi la Svizzera centrale, espandendosi per includere le città di Zurigo e Berna a metà del secolo. Si formò quindi una rara unione di comuni urbani e rurali, che godevano tutti dell'immediatezza imperiale nel Sacro Romano Impero.
Questa confederazione di otto cantoni ebbe successo politicamente e militarmente per più di un secolo, culminando nelle guerre borgognone degli anni 1470, che la resero una potenza nel complicato scenario politico dominato dalla Francia e dagli Asburgo. I successi portarono all'aggiunta di più territori confederati, aumentando il numero dei cantoni fino a tredici nel 1513. La confederazione adottò la neutralità nel 1647 (con il trattato della guerra dei trent'anni), anche se molti svizzeri operarono privatamente come mercenari nelle guerre in Italia e all'inizio dell'era moderna.
Dopo la guerra sveva del 1499 la confederazione fu uno stato de facto indipendente durante l'età moderna, anche se ancora nominalmente parte del Sacro Romano Impero fino al 1648, quando il trattato di Vestfalia pose fine alla guerra dei trent'anni. La Riforma protestante svizzera divise i confederati nella parte riformata e quella cattolica, causando conflitti interni dal XVI al XVIII secolo; di conseguenza, la dieta federale (Tagsatzung) fu spesso paralizzata dall'ostilità tra le fazioni. La Confederazione svizzera cadde per l'invasione dell'esercito rivoluzionario francese nel 1798, dopo di che si evolvette nella Repubblica Elvetica, che ebbe vita breve.

## Descrizione
La Vecchia Confederazione era un lasco intreccio federale, creato dagli interessi dei singoli membri e mantenuto coeso dalle numerose alleanze incrociate tra le regioni alpine e le città dell'Altopiano svizzero.
Era formata essenzialmente da 13 Cantoni sovrani (detti Orte in tedesco) e dai Territori alleati (Zugewandte Orte in tedesco). Infine tutta una serie di territori sottomessi, detti Baliaggi, e protettorati completavano in modo mutevole la geografia elvetica.
Nel XVIII secolo la Confederazione era costituita da:

### Cantoni
- Cantoni fondatori (alleanza perpetua del 1291 e confederati dal 1313, Waldstätte)
  -  Svitto, cattolico, governo democratico
  -  Untervaldo, cattolico, governo democratico
  -  Uri, cattolico, governo democratico, con i territori soggetti dell'Orsera (Urseren, dal 1317/1440) e della Leventina (1403/1478)
- Nuovi Cantoni
  -  Lucerna (1332), cattolico, governo aristocratico, sede del Nunzio apostolico e dell’ambasciatore spagnolo
  -  Zurigo (1351), protestante, governo aristocratico, saltuariamente sede dell’ambasciatore imperiale
  -  Glarona (1351), confessione mista, governo democratico
  -  Zugo (1368), cattolico, governo democratico
  -  Berna (1353), protestante, governo aristocratico
  -  Soletta (1481), cattolico, governo aristocratico, sede dell’ambasciatore francese
  -  Friburgo (1481), cattolico, governo aristocratico
  -  Basilea (1501), protestante, governo aristocratico
  -  Sciaffusa (1501), protestante, governo aristocratico
  -  Appenzello (1513), confessione mista (diviso in interno cattolico ed esterno protestante), governo democratico

### Stati associati
- Alleati "stretti"
  -  Città imperiale di San Gallo
  -  Principato abbaziale di San Gallo (sede dell'abate a Wil) (1451)
  -  Città libera di Biel, dipendente dal Principato vescovile di Basilea-Porrentruy (Pruntrut)
- Alleati "perpetui"
  -  Libero Stato delle Tre Leghe con la baronia di Haldenstein e le terre soggette di Chiavenna e Valtellina
  -  Repubblica delle Sette Degagne con la Contea vescovile di Sion e la terra soggetta del Basso Vallese (1475)
- Altri alleati
  -  Repubblica di Mulhouse (1515) in Alsazia
  -  Città imperiale di Rottweil (1519) in Svevia
  -  Repubblica di Ginevra (1526)
  - Repubblica di Gersau (alleata dei cantoni fondatori, 1390)
  - Principato di Neuchâtel (Neuenburg, 1529; in unione personale con la Prussia dal 1707 al 1857)
  -  Principato vescovile di Basilea per la signoria nominale su Biel (largamente libera) e la Neuveville (1579)
  - Principato abbaziale di Einsiedeln (1454)
  - Principato abbaziale di Disentis
  - Principato abbaziale di Engelberg (1415)
  - Principato abbaziale di Muri.

### Condomini
- Terre soggette (cui viene imposta la fede cattolica a partire dalla Seconda guerra di Kappel)
  - baliaggio di Baden (dal 1415), sede della Dieta confederale
  - baliaggio di Argovia (Freiamt, dal 1415)
  - baliaggio di Rheintal (dal 1444)
  - baliaggio del Turgovia (soggetto ai 12 cantoni dal 1466)
  - baliaggio di Schwarzenburg (condominio di Berna e Friburgo)
  - baliaggio di Grandson (condominio di Berna e Friburgo)
  - baliaggio di Orbe (condominio di Berna e Friburgo)
  - baliaggi di Echallens e di Morat (condominio di Berna e Friburgo)
  - baliaggio di Blenio (soggetto ai Waldstätten dal 1495)
  - baliaggio di Riviera (soggetto ai Waldstätten dal 1495)
  - baliaggio di Bellinzona (soggetto ai Waldstätten dal 1500)
  - baliaggio di Lugano (soggetto ai 12 cantoni dal 1512)
  - baliaggio di Mendrisio (soggetto ai 12 cantoni dal 1512)
  - baliaggio di Locarno (soggetto ai 12 cantoni dal 1513)
  - baliaggio di Vallemaggia (soggetto ai 12 cantoni dal 1513)
  - Repubblica di Rapperswil (soggetta a Zurigo dal 1458)
  - baliaggio di Windegg (soggetto a Svitto e Glarona dal 1437)
  - baliaggio di Uznach (soggetta a Svitto e Glarona dal 1437)
  - baliaggi di Gaster e di Gams (soggetti a Svitto e Glarona dal 1446)
  - Contea di Sargans (sotto amministrazione di Zurigo, dal 1483)

La baronìa di Haldenstein, presso Coira, fu l'unica signoria feudale laica esistente della Confederazione, appartenuta agli Schwenstein e dal 1701 ai von Salis zu Maienfeld.
Nella confederazione erano rimasti alcuni feudi come exclaves dell'impero (signoria di Tarasp, i vescovati principeschi di Basilea, Sion, Coira e le abbazie principesche di San Gallo, Einsiedeln, Disentis, Engelberg, Muri).
Nelle sedute dietali della Confederazione avevano diritto di voto solo i Cantoni che erano rappresentati da un deputato ciascuno, ad eccezione di Zurigo e Berna che ne avevano due. L'ordine di votazione rispettava una precedenza basata sull'autorevolezza o l'influenza politica in seno alla Confederazione: Svitto, Berna, Unterwalden, Uri, Lucerna, Zurigo, Zug, Glarona, Basilea, Friburgo, Soletta, Sciaffusa, Appenzello.
La Confederazione, benché dichiaratasi neutrale dal 1515 era in alleanza perpetua con la Francia.
La bandiera conosciuta, con la croce bianca in campo rosso, fu adottata dal XIV secolo.